# 赵刚 (1961年1月)
赵刚（1961年1月—），男，汉族，辽宁辽阳人，中国天文学家，中国科学院院士，曾任中国天文学会理事长，现任中国科学院国家天文台党委书记、副台长，研究员。